# Megalopta noctifurax
Megalopta noctifurax är en biart som beskrevs av Engel, Brooks och Yanega 1997. Megalopta noctifurax ingår i släktet Megalopta och familjen vägbin. Inga underarter finns listade i Catalogue of Life.